# David Matam
Pour les articles homonymes, voir Matam.
David Matam, dit David Hercule Matam, né le 5 juin 1975 à Yaoundé, est un haltérophile camerounais, naturalisé français en septembre 2003.

## Biographie
David Matam fait partie d'une fratrie de 14 frères et sœurs. Onze d'entre eux sont haltérophiles, dont Samson, Bernardin et Alphonse,.
Après un CAP, il abandonne la mécanique automobile pour s'intéresser en 1993 à l'haltérophilie, avec l'aide de son père, entraîneur national au Cameroun. Il est rapidement sélectionné dans l'équipe nationale. 
Il est médaillé d'argent des moins de 85 kg aux Championnats d'Afrique d'haltérophilie 2000 à Yaoundé. En octobre 2000, il rejoint des clubs français. Il obtient la nationalité française en septembre 2003, et en octobre de cette même année participe aux Championnats du monde à Vancouver. Lors des championnats d'Europe à Kiev, il améliore les records de France à quatre reprises.